# Елена Летісія Тереса Мікусінскі
Елена Летісія Тереса Мікусінскі (ісп. Elena Leticia Teresa Mikusinski) — аргентинський дипломат. Повноважний посол. Надзвичайний і Повноважний Посол Аргентини в Києві з 31 січня 2019.

## Життєпис
Народилася у місті Сан-Луїс, Аргентина. У 1980 році закінчила факультет міжнародних відносин Католицького університету Кордови; у 1983 році Інститут дипломатичної служби Аргентини (ISEN); у 1985 вивчала історію в Ягеллонському університеті. У 1988 році навчалася в «Інституті економічних і соціальних досліджень Парижа».
У 1987—1992 рр. — заступниця генерального консула, Генеральне консульство Аргентинської Республіки в Парижі, Франція.
У 1988—1991 рр. — виконувала обов'язки Консула-керівника Консульства Аргентинської Республіки в Марселі, Франція.
У 1996—1997 рр. — виконувала обов'язки Тимчасового повіреного у справах Посольства Аргентинської Республіки на Гаїті.
У 1995—1998 рр. — Заступниця генерального консула, Генеральне консульство Аргентинської Республіки в Маямі, Флорида, США.
У 1998—2003 рр. — Керівник Торгово-економічного відділу Генерального консульства Аргентинської Республіки в Маямі.
У 2001—2003 рр. — виконувала обов'язки Заступника генерального консула — керівника Генерального консульства Аргентинської Республіки в Маямі.
січень — березень 2006 рр. — Головний консул, Консульство Аргентинської Республіки в Пунта-дель-Есте, Уругвай.
квітень — червень 2007 рр. — Генеральний консул Аргентинської Республіки в Атланті, Джорджія, США.
У 2007—2010 рр. — Керівник Торгово-економічного відділу Посольства Аргентинської Республіки в РФ. Кілька разів виконувала обов'язки Тимчасового повіреного у справах Посольства Аргентинської
Республіки в РФ.
У 2011—2014 рр. — Заступниця генерального консула, Генеральне консульство Аргентинської Республіки в Лондоні.
У 2013—2014 рр. — Повноважний Міністр Посольства Аргентинської Республікі в Сполученому Королівстві Великої Британії та Північної Ірландії.
березень 2015 року — Головний консул, Консульство Аргентинської Республіки в Кочабамбі, Болівія.
липень — серпень 2015 — Головний консул, Консульство Аргентинської Республіки в Енкарнасьйон, Парагвай.
У 2015—2016 рр. — Тимчасова повірена у справах Посольства Аргентинської Республіки в Новій Зеландії.
лютий — жовтень 2018 — Тимчасова повірена у справах Посольства Аргентинської Республіки в Нігерії.
30 січня 2019 року — призначена Надзвичайним та Повноважним Послом Аргентинської Республіки в Україні. 5 лютого 2019 р. зустрілася з послом України в Аргентині Юрієм Дюдіним, який прийняв її у приміщенні посольства України. Під час зустрічі вони детально обговорили шляхи та методи співпраці між двома установами з метою сприяння виконанню запланованих пріоритетних заходів порядку денного розвитку українсько-аргентинських відносин у політичній, торговельно-економічній та культурно-гуманітарній сферах.
26 березня 2019 року — вручила копії вірчих грамот заступнику міністра закордонних справ України Сергію Кислиці.
16 травня 2019 року вручила вірчі грамоти Президенту України Петру Порошенку.